# Prestige Elite
Prestige Elite, anche conosciuto semplicemente come Prestige, è un carattere monospazio. È utile per listini prezzi, materiale racchiuso nelle tabelle e corrispondenza informale in ufficio.
È stato creato da Howard Kettler nel 1953 per l'IBM. Insieme al Courier era molto usato nelle macchine da scrivere elettriche, in particolar modo nell'IBM Selectric. Non fa parte dei caratteri inclusi in Windows, a differenza ad esempio del Courier, e quindi la sua popolarità non si è estesa anche al mondo dei computer, comunque è disponibile presso vari produttori come font installabile a pagamento.